# 氏姓制度
氏姓制度（しせいせいど）とは、古代日本において、中央貴族、ついで地方豪族が、国家（ヤマト王権）に対する貢献度、朝廷政治上に占める地位に応じて、朝廷より氏（ウヂ）の名と姓（カバネ）の名とを授与され、その特権的地位を世襲した制度。「氏姓の制（ウヂ・カバネのせい）」ともいい、「氏・姓」を音読して「氏姓（しせい）」ともいう。
大化の改新ののち、律令国家の形成に及ぶと、戸籍制によって、氏姓はかつての部民（べみん）、つまり一般民衆にまで拡大され、すべての階層の国家身分を表示するものとなった。氏姓を有しない者は、天皇・皇族と奴婢（ぬひ）のみとなった。

## 氏姓
ヤマト王権においては全体を統合する大王の下で有力豪族たちが氏（ウヂ）として奉仕し王権を構成した。古代における氏（ウヂ）とはそれを束ねる有力な血縁集団の家系を中心として、その周縁に血縁・非血縁の様々な家が含まれる同族団あるいはその連合体である。この同族団の構成員は（特に中心的な家系において）実際に血縁関係にある場合が多いが例外を含み、また氏内部において身分差を内包する。また、氏の中心的な家系はヤマト王権と何らかの政治的関係を有するのが原則であり、ヤマト王権との関係によってもたらされる政治的権力が氏内部の統制と外部への拡大に重要な意義を持った。このため日本古代のウヂは単なる自然発生的な血族集団としての氏族（Clan）とは異なり、ヤマト王権自体と密接に結びついて成立していた政治的集団または政治的組織であるとされている。氏の成立が自然発生的なものでなく政治的関係性によるものであることは、氏名がしばしば仕奉すべき職掌を表し（つまりは天皇と氏の間の君臣関係を前提とし）、氏姓が制度的に定まった後も王権側が氏姓を賜与・変更する権能を保持したことにも表れている。
氏名（ウジの名前）は地名によるもの（蘇我氏、葛城氏、吉備氏、上毛野氏など）と職掌によるもの（物部氏、大伴氏、中臣氏など）に大別され、臣（オミ）、連（ムラジ）、造（ミヤツコ）などのような姓（カバネ）を帯びた。こうした氏姓（ウヂとカバネ）を持つことはヤマト王権の政事（マツリゴト）に何らかの形で関与していることを示していた。

## 氏姓制度の成立
原始共同体においては、氏族や部族が社会の単位となった。
氏姓制度の成立時期は、5 - 6世紀をさかのぼらない。同族のなかの特定の者が、臣、連、伴造、国造、百八十部（ももあまりやそのとも）、県主などの地位をあたえられ、それに応ずる氏姓を賜ったところに特色がある。各姓は以下のごとくである。
臣（おみ）
葛城氏、平群氏、巨勢氏、春日氏、蘇我氏のように、ヤマト（奈良盆地周辺）の地名を氏の名とし、かつては大王家と並ぶ立場にあり、ヤマト王権においても最高の地位を占めた豪族である。
連（むらじ）
大伴氏、物部氏、中臣氏、忌部氏、土師氏のように、ヤマト王権での職務を氏の名とし、大王家に従属する官人としての立場にあり、ヤマト王権の成立に重要な役割をはたした豪族である。
伴造（とものみやつこ）
連とも重なり合うが、おもにそのもとでヤマト王権の各部司を分掌した豪族である。弓削氏、矢集氏（やずめ）、服部氏、犬養氏（いぬかい）、舂米氏（つきしね）、倭文氏（しとり）などの氏や秦氏、東漢氏、西文氏（かわちのふみ）などの代表的な帰化人達に与えられた氏がある。連、造（みやつこ）、直（あたい）、公（きみ）などの姓を称した。
百八十部（ももあまりやそのとも）
さらにその下位にあり、部（べ）を直接に指揮する多くの伴（とも）をさす。首（おびと）、史（ふひと）、村主（すくり）、勝（すくり）などの姓（カバネ）を称した。
国造（くにのみやつこ）
代表的な地方豪族をさし、一面ではヤマト王権の地方官に組みこまれ、また在地の部民を率いる地方的伴造の地位にある者もあった。国造には、君（きみ）、直（あたい）の姓が多く、中には臣（おみ）を称するものもあった。
県主（あがたぬし）
これより古く、かつ小範囲の族長をさすものと思われる。いずれも地名を氏の名とする。
このように、氏姓制度とは、連―伴造―伴（百八十部）という、大王のもとでヤマト王権を構成し、職務を分掌し世襲する、いわゆる「負名氏」（なおいのうじ）を主体として生まれた。そののち、臣のように、元々は大王とならぶ地位にあった豪族にも及んだ。

### 部民制
氏姓は元来はヤマト王権を構成する臣・連・伴造・国造などの支配階級が称したものである（大王とその一族を除く）。しかし、6世紀には一般の民にも及んだ。これらの一般の民は、朝廷すなわち、大王、大后（おおきさき）などの后妃、皇子らの宮、さらに臣、連らの豪族に領有・支配されていた。そのため、一般の民の中から、朝廷に出仕して、職務の名を負う品部（しなべ）、大王名、宮号を負う名代・子代、屯倉の耕作民である田部などが必然的に生まれた。彼らは先進的な部民共同体の中で戸を単位に編成され、6世紀には籍帳に登載されて、正式に氏姓をもった。
これに対し、地方豪族の支配下にあった民部（かきべ）は、在地の族長を介して、共同体のまま部（べ）に編入し、族長をへて貢納させる形のものが多かった。そのため、地方豪族の支配下にあった一般の民にまで6世紀の段階で氏姓が及んでいたかどうかは定かではない。

## 律令国家による再編
大化の改新により、氏姓制度による臣・連・伴造・国造を律令国家の官僚に再編し、部民を公民として、一律に国家のもとに帰属させた。

### 甲子の宣
664年（天智天皇3年）に、「甲子（かつし）の宣」が発せられた。これは、大化以来の官位を改め、大氏（おおうじ）、小氏（こうじ）、伴造氏（とものみやつこうじ）を定め、それぞれの氏上（うじのかみ）と、それに属する氏人（うじびと）の範囲を明確にしようとするものであった。つまり、官位の改定によって、大錦位（大氏）・小錦位（小氏）、つまり律令の四、五位以上に位置づけられる氏上をもつ氏を定めたものであり、これによって朝廷内の官位制度と全国の氏姓制度とを連動させようとした。さらにこのような氏上に属する氏人を父系による直系親族に限ることとし、従来の父系あるいは母系の原理による漠然とした氏の範囲を限定することとした。これにより、物部弓削（もののべゆげ）、阿倍布勢（あべのふせ）、蘇我石川（そがのいしかわ）などの複姓は、これ以後原則として消滅することとなる。

### 八色の姓
684年（天武天皇13年）に、「八色の姓」が制定された。その目的は、上位の4姓、つまり真人、朝臣、宿禰、忌寸を定めることである。真人は、継体天皇より数えて5世以内の世代の氏に与えられたといわれ、皇子・諸王につぐ皇親氏族を特定したので、飛鳥浄御原令で官位を皇子・諸王と貴族（諸臣）とで区別したことと共通する。したがって、貴族の姓としては、朝臣、宿禰、忌寸の3つである。以上が「甲子の宣」の大氏、小氏、伴造氏の発展形であり、その間にさらに氏族の再編が進められ、朝臣52氏、宿禰50氏、忌寸11氏に収められた。
大宝令（701年）で、貴族の三位以上と四、五位の官位にともなう特権が明確にされた。これに対応する氏姓も一応完成された。地方豪族についても、702年（大宝2年）、諸国国造の氏姓を政府に登録することによって、中央豪族と同様の対応がなされたものとされる。

### 公民の扱いと浸透
一般の公民については、670年（天智天皇9年）の庚午年籍、690年（持統天皇4年）の庚寅年籍によって、すべて戸籍に登載されることとなり、部姓を主とする氏姓制度が完成されることとなった。しかしながら、現存する702年の大宝二年籍に、氏姓を記入されていない者、国造族、県主族などと記された者がかなり存在するため、このとき、まだ無姓の者、族姓の者が多数いたことが窺える。
757年（天平宝字元年）、戸籍に無姓の者と族姓の者とをそのまま記すことをやめることとした。これは地方豪族の配下の百姓には、
1. 所属が定まらず無姓のままの者、
2. 国造、県主の共同体に属することを示すことによって族姓を仮称させた者、
3. 姓を与えられていない新しい帰化人

が存在していたことを示している。そして、これ以後、このような者たちには正式に氏姓が与えられるようになった。
8 - 9世紀において改賜姓がさかんに行われているのは、八色の姓において、上級の氏姓にもれた下級の身分の者や、これらの農民を主な対象としたものである。その順位は、無姓を下級とし、造、公、史、勝、村主、拘登（ひと）、連と身分が上がっていく。これは、天武朝において氏上に相当する氏が八色の姓に改姓する前段階として、まず連への改姓が行われ、この連＝小錦位以上を基点として、忌寸以上の4つの姓へ改められたことと同様の対応である。
氏上である忌寸以上についても、補足的な氏姓の変更が行われている。氏の名において春日より大春日、中臣より大中臣への変更、また宿禰から大宿禰への変更が行われるなどしたため、氏姓の制は、全般的に、より緻密に浸透することになった。
これらの全般的な特徴として、まず首位の昇叙があり、ついでそれに連なる直系親族のみに対し氏姓の変更が行われるといった順序により同族の中から有力な者が抽出されるという点にある。この改賜姓を認可する権限は天皇にあった。

## 氏姓制の崩壊
9世紀に、摂関政治により藤原朝臣が最も有力となった。また、桓武天皇より平朝臣、清和天皇などから源朝臣の氏姓（ウヂ・カバネ）が生まれたように、諸皇子に氏姓をあたえる臣籍降下が盛んに行われるようになった。これらのため、律令的氏姓制度は、人材登用制度としてはほとんど有効に機能しなくなった。
一方、律令的戸籍制度も次第に行われなくなり、10世紀には、地方豪族で実力を蓄えた者は、有力な貴族の家人となり、その氏姓を侵すようにさえなり、いわゆる冒名仮蔭（ぼうめいかいん）の現象が一般化した。そのため、天下の氏姓は、源・平・藤・橘か、紀、菅原、大江、中原、坂上、賀茂、小野、惟宗、清原などに集中されるようになった。これは家業の成立によって、特定の家柄が固定されるようになったためでもある。たとえば、越前の敦賀氏、熱田大宮司家らが藤原氏から養子を迎えて「藤原朝臣」を名乗ったり、それらの氏の女子をめとり母系によって「藤原朝臣」その他の氏姓を称した例もある。武士もまた、地頭として、本家、領家の氏姓を侵し、同じ氏姓を名乗る者が増えた。ここにおいて、同姓の間でも、さらに族名を分かつ必要にせまられ、貴族では家名、武士では名字が生ずるのである。

## 字（あざな）・苗字・名字
一方、氏姓のほかに、同時に発達したのが字（あざな）である。仮名（けみよう）、呼名（よびな）ともいわれ、一種の私称であった。すでに『日本霊異記』に、紀伊国伊刀郡人文忌寸（ふみのいみき）を、上田三郎と称した例がある。上田は、伊刀郡上田邑の地名、三郎は三男の意である。
氏姓に取って代わることになる苗字（名字）は、このように字の一部分として発生し、さらに字から分離独立したものとされる。苗字は12世紀以後、氏姓と同じように用いられているが、初期の苗字は、居住地や領地の所有を表すために土地名を自分の名にしたため、所領が分かれたり別の土地の所領に移るなどして父子兄弟が苗字を異にしている場合が多かった。特に中世では戦乱や転封などにより所領が目まぐるしく変わり、苗字の持つ一族を表す機能は薄かった。しかし戦乱が減り身分や住居が安定してくると、苗字が家名・一族の名前を意味するようになり、他国に移っても一族の苗字は変更されないようになった。
今日的な意味での姓（セイ）の特徴は、基本的にはこの苗字（名字）から発生している。